# Tomáš Řepka
Tomáš Řepka (Slavičín, 1974. január 2. –) cseh válogatott labdarúgó.
A cseh válogatott tagjaként részt vett a 2000-es Európa-bajnokságon.

## Sikerei, díjai
Sparta Praha
- Cseh bajnok (4): 1996–97, 1997–98, 2006–07, 2009–10
- Cseh kupa (3): 1995–1996, 2006–2007, 2007–2008
- Cseh szuperkupa (1): 2010

Fiorentina
- Olasz kupa (1): 2000–01